# 869

## أحداث
- بداية ثورة الزنج في 869 والتي انتهت في 883.
- شارل الأصلع يحاول غزو مملكة لوثر الثاني بعد موته، ولكن يتصدى له لودفيش الجرماني

## مواليد
- أبو الحسين ابن المنادي - عالم ومحدث وفقيه عراقي.
- محمد بن الحسن المهدي